# Ганцулеј (Валча)
Ганцулеј (рум. Gănțulei) насеље је у Румунији у округу Валча у општини Лунђешти. Oпштина се налази на надморској висини од 188 m.

## Становништво
Према подацима из 2002. године у насељу је живело 475 становника.

### Попис2002.
| Расподела становништва по националности 2002.‍ | Расподела становништва по националности 2002.‍ | Расподела становништва по националности 2002.‍ | Расподела становништва по националности 2002.‍ | Расподела становништва по националности 2002.‍ |
| --------------------------------------------- | --------------------------------------------- | --------------------------------------------- | --------------------------------------------- | --------------------------------------------- |
|                                               |                                               |                                               |                                               |                                               |
| Румуни                                        | Румуни                                        |                                               | 308                                           | 64,8%                                         |
| Роми                                          | Роми                                          |                                               | 167                                           | 35,2%                                         |